# Kruiskerk (Roosendaal)
De Kruiskerk is een kerkgebouw in de stad Roosendaal in de Nederlandse provincie Noord-Brabant. De kerk staat aan het Sint Lucasplein.
De kerk is opgedragen aan de kruisiging van Jezus.

## Geschiedenis
In 1963 werd het kerkgebouw gebouwd als de rooms-katholieke Heilige Kruiskerk naar het ontwerp van architectenbureau Taen en Nix.
Rond 2002-2003 werd de Heilige Kruiskerk gesloten en in januari 2003 kocht de Protestantse Gemeente Roosendaal het kerkgebouw aan.
Op 12 oktober 2003 werd het kerkgebouw officieel in gebruik genomen als de protestantse Kruiskerk. De eerder gebruikte Gereformeerde Christus Koningkerk werd verkocht en gesloopt en de Hervormde kerk aan de Bloemenmarkt heeft ook een andere bestemming gekregen.

## Opbouw
Het kerkgebouw is in moderne stijl opgetrokken en bestaat uit een grote zaal met een lichtbeuk, een dagkapel en een losstaande klokkentoren. De toren is opgetrokken in beton en baksteen en staat aan de noordwestzijde van het kerkgebouw.